# Lipnica (województwo łódzkie)
Lipnica – wieś w Polsce położona w województwie łódzkim, w powiecie poddębickim, w gminie Poddębice.
W latach 1975–1998 miejscowość administracyjnie należała do województwa sieradzkiego.
7 września 1939 wkraczający do wsi żołnierze Wehrmachtu zamordowali 17 osób. Niemcy spalili prawie całą wieś.
W XIX wieku do Lipnicy należały: Ewelinów i Ksawercin. Wschodni koniec wsi stanowi las, umiejscowionych jest tam ok. 20 działek letniskowych z domkami. We wsi jest jeden sklep spożywczy.